# Alpine A610
Alpine A610 (фр. вимова: [alpin]) — це спортивний легковий автомобіль типу купе, що випускався французькою компанією Renault під маркою Alpine з 1991 по 1995 роки. У Великій Британії відомий також як Renault A610 через приналежність прав на оригінальну назву Alpine компанії Sunbeam (модель Sunbeam Alpine). Автомобіль було презентовано в березні 1991 року на Женевському автосалоні. За аналогією з не дуже успішною Renault Alpine GTA, на зміну якій і прийшла нова версія, Alpine A610 іноді називають Renault Alpine A610. Фактично вона залишалась останньою моделлю, що випускалася під брендом Alpine до того, як наприкінці 2012 року було оголошено про відродження марки в рамках спільного французько-британського підприємства Société des Automobiles Alpine Caterham.

## Історія

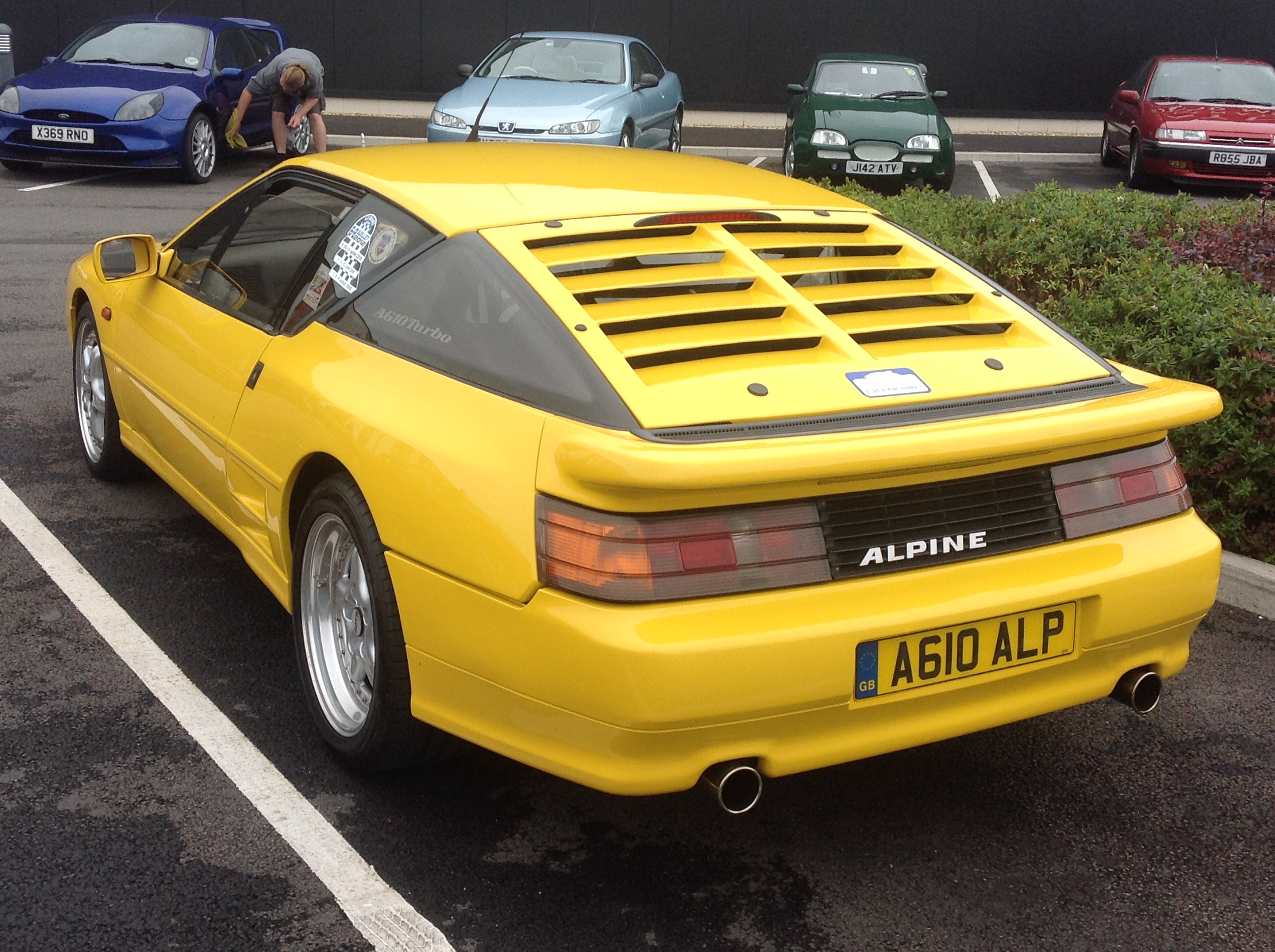
Alpine A610 (1991-1995)

Через обмежений бюджет на старті проекту дизайн автомобіля мало відрізняється від GTA, за винятком хіба що спливаючих фар, чим він нагадує GTA V6 US-spec 1987 року, випущений для ринку США (імовірно, через зовнішню схожість оригінальної GTA з моделлю Ford Sierra; справжньою причиною була потреба розташувати акумулятор попереду для зміни співвідношення ваги між передньою та задньою частинами автомобіля з 37:63 до 43:57 порівняно з GTA). В усьому іншому це було відмінне авто, що взяло від GTA лише конструкцію вікон. Тут присутні всі головні риси спортивних автомобілів Alpine, починаючи з A110 (напр., заднє розташування двигуна та шасі зі сталевою хребтовою рамою), а кузов виготовлений із композитних матеріалів. 
Цікавою особливістю моделі та водночас даниною традиції Alpine було задньомоторне компонування автомобіля разом із заднім приводом. Подібне поєднання не дуже поширене серед автомобілів класу GT і близьких до нього (як, наприклад, різні модифікації Porsche 911 або DeLorean DMC-12) через підвищену схильність до заносу. Наразі серед масових моделей можна виділити ту саму Porsche 911, Tesla Model S і Smart Fortwo, на яких для покращення керованості використовуються складні електронні пристрої.
Автомобіль іменувався виключно як Alpine, оскільки спроба поєднання назв Alpine та Renault (спочатку як Alpine Renault, потім як Renault Alpine) не пішла на користь спортивному іміджу бренду Alpine. Двигун типу PRV залишили, але об'єм був збільшений до 3 літрів, що дозволило йому видавати 250 к.с. і розганяти авто до сотні за 5,7 секунди. Двигуни V6 моделей Alpine GTA/A610 оснащувалися системою керування Renix. Стандартна комплектація також включала шкіряний салон (виробництва Connolly Leather у британській версії), CD-плеєр і 16-дюймові легкосплавні диски. У вересні 1993 року з'явилася потужніша 280-сильна модифікація A610 280 ch, яка виявилася занадто дорогою, щоб бути популярною.
Поява A610 не допомогла значно збільшити продажі Alpine, котра перебувала в кризі після виходу комерційно невдалої GTA, тому невдовзі керівництво Renault ухвалило рішення припинити виробництво, незважаючи на визнання автомобільної преси і схвальні відгуки з боку британського автомобільного шоу Top Gear. A610 наразі залишається останньою серійною машиною, що носила ім'я Alpine, адже роботу над прототипом A710 було згорнуто раніше. Загальний обсяг виробництва моделі склав лише 818 екземплярів (67 мали праве розташування керма), у тому числі 31 авто обмеженої серії A610 Magny-Cours і 2 авто A610 Albertville 92. Після закінчення випуску A610 у квітні 1995 року на заводі Alpine у Дьєпі почали виготовляти автомобілі з маркуванням Renault Sport (RS). Первістком став родстер Renault Sport Spider.

## Характеристики
| Модель                           | A610 - D 503 05                    | A610 280 ch - D 503 A               |
| Двигун                           | V6 PRV                             | V6 PRV                              |
| Розташування                     | Поздовжнє                          | Поздовжнє                           |
| Циліндри                         | 6 циліндрів                        | 6 циліндрів                         |
| Клапани                          | 12 клапанів                        | 12 клапанів                         |
| Розподільчий вал                 | верхній                            | верхній                             |
| Об'єм двигуна                    | 2 975 см³                          | 2 963 см³                           |
| Ступінь стиснення                | 7,6 : 1                            | 7,6 : 1                             |
| Максимальна потужність           | 247 к.с. (184 кВт) при 5 750 об/хв | 276 к.с. (206 кВт) при ~6 000 об/хв |
| Максимальний обертальний момент  | 350 Н·м при 2 900 об/хв            | 412 Н·м при 3 000 об/хв             |
| Каталітичний конвертер           | Так - 3 типи                       | Так - 3 типи                        |
| Бензин                           | 95 чи 98                           | 95 чи 98                            |
| Система впорскування палива      | електронний інжектор               | електронний інжектор                |
| Нагнітач повітря                 | Garrett T3 Turbocharger 0.76 bar   | Garrett T3 Turbocharger 0.90 bar    |
| Час розгону-зупинки              | 25-26 с                            | -                                   |
| Розгін від 0 до 100 км/год       | 5,92 с                             | 5,5 с                               |
| Максимальна швидкість            | 265 км/год                         | 290 км/год                          |
| Споживання пального              | 7,3/9,2/14,7 л на 100 км           | -/-/-/ л на 100 км                  |
| Паливний бак                     | 80 л                               | 80 л                                |
| Коефіцієнт аеродинамічного опору | 0,30                               | 0,30                                |

## Модифікації

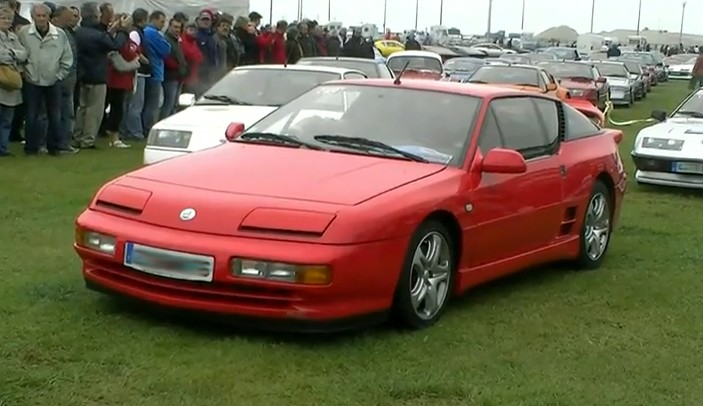
Alpine A610 в альтернативному кольоровому рішенні

### Alpine A610 Albertville 92 (1991)
Модель A610 Albertville 92 була представлена в листопаді 1991 року з нагоди Олімпійських ігор в Альбервілі, офіційним партнером яких виступав Renault. Було виготовлено лише 2 екземпляри, які разом з іншими автомобілями марки використовувалися для перевезення поважних гостей. A610 Albertville 92 відрізнялися специфічним білим кольором blanc Gardénia (біла гарденія) з елементами олімпійської символіки, а також інтер'єром, тоді як двигун і технічні характеристики залишилися незмінними.

### Alpine A610 Magny-Cours (1992)
Презентована у червні 1992 року A610 Magny-Cours мала підкреслити спортивні традиції Alpine. Модель була присвячена перемозі команди Формули-1 Williams Renault на Ґран-прі Франції 1991 року, яке вперше приймав автодром Невер (Маньї-Кур). Зовні A610 Magny-Cours відрізнялася від звичайної A610 насиченим темно-зеленим кольором Vert nacré (зелений перламутр) і написами Magny-Cours на бокових дверях. Диски були пофарбовані в той самий відтінок, а протитуманні фари мали виразний жовтий колір. Це надавало машині дещо зловісного вигляду, що стало приводом для деяких журналістів назвати її вуличним Бетмобілем. A610 Magny-Cours не була дешевою; до стандартної комплектації входили шкіряні крісла, килимки та CD-плеєр. Особлива темно-зелена підсвітка панелі приладів і центральної консолі  була покликана нагадати водію та пасажирам, що вони знаходяться не всередині простої A610. У 1992 році базова ціна A610 Magny-Cours становила 449 000 франків порівняно з 416 500 франками стандартної A610 Turbo. Загалом побудовано 31 екземпляр.

### Alpine A610 GT (1994)
Дійсно спортивним втіленням останнього нащадка славних традицій Alpine стала створена в єдиному екземплярі модель A610 GT. Вона брала участь у перегонах 24 години Ле-Мана в 1994 році під прапорами команди Legeay Sport Mecanique. Патрік Лєже (Patrick Legeay) протягом багатьох років займався тюнінгом автомобілів Renault, і вони неодноразово вигравали чемпіонати French Renault 5 і European Clio. Мрія Лєже взяти участь у знаменитому марафоні стала дійсністю завдяки проекту Alpine A610, який збігся з 40-річчям марки Alpine. На автомобіль було встановлено двигун PRV V6 Bi-Turbo, який забезпечив вихідну потужність у 450 к.с., що відповідало тодішнім вимогам класу GT2. У 1994 році на легендарній трасі Ле-Мана A610 GT прийшла до фінішу 13-ю в загальному заліку та 4-ю у своєму заліку GT2. Французька команда у складі Бенджаміна Роя, Люка Галмара и Жана-Клода Поліса пропустила поперед себе тільки два автомобілі Porsche 911 RSR та одну Ferrari 348 GTC. Успіх команди був прекрасним подарунком усім ентузіастам і прихильникам Alpine до ювілею цієї марки. Наступного року через проблеми з двигуном машина не пройшла навіть попередню кваліфікацію.

### Alpine A610 Cabriolet (проект)
Даний прототип розроблявся студією Berex (Bureau d'Étude et de Recherches EXploratoires). Він був покликаний наочно продемонструвати новий стиль моделі. Жорсткий дах був нескладаним і встановлювався як хардтоп. Проте через низькі обсяги продажу Alpine A610 подальша розробка припинилась.

## Масштабні моделі Alpine A610
Колекційні масштабні моделі практично всіх автомобілів Alpine у масштабі 1:18 виготовляє французька фірма OttOmobile. Вони виходять обмеженими накладами і виробляються не з литого металу (див. лиття металів під тиском), а з полірезину, що дозволяє досягти високого ступеня деталізації. З лінійки A610 доступні A610 Turbo, A610 Magny-Cours і A610 Albertville.